# 몬칼리에리
몬칼리에리(이탈리아어: Moncalieri, 피에몬테어: Moncalé)는 이탈리아 피에몬테주의 토리노 광역시에 있는 코무네로, 토리노에서 남쪽으로 약 8km(5mi) 정도 떨어져 있으며, 2022년 1월 31일 기준 56,134명의 주민이 거주하고 있다. 몬칼리에리는 토리노에서 가장 인구가 많은 교외 지역이며, 12세기에 지어져 15세기에 확장된 몬칼리에리 성으로 유명하다. 이 성은 후에 이탈리아의 비토리오 에마누엘레 2세 국왕과 그의 딸인 사보이의 마리아 클로틸드 공주가 가장 좋아하는 거주지가 되었으며 세계문화유산으로 지정된 사보이 왕가의 거주지 중 일부이다.

## 역사
몬칼리에리는 1228년 테스토나(Testona, 현재 몬칼리에리 코무네의 프라치오네)의 주민들이 키에리의 공격을 피할 피난처로 세운 곳이다. 포강과 그 위에 있는 다리(오랫동안 성전기사단의 소유였음)에 쉽게 접근할 수 있었기 때문에 몬칼리에리는 어느 정도 번영할 수 있었으며, 자유 코무네가 되어 여러 수도원 기관이 들어섰다.
17세기에 이 곳은 사보이 왕가에 인수되었는데, 그 왕가 사람들은 여름에 종종 이 성에서 살았다. 이탈리아 통일 당시에는 유명한 몬칼리에리 선언이 발표된 곳이기도 하다. 여름 휴양지로서의 전통을 유지해 온 몬칼리에리는 오늘날에도 많은 첨단기술 기업들의 본거지가 되었다.

## 주요 명소

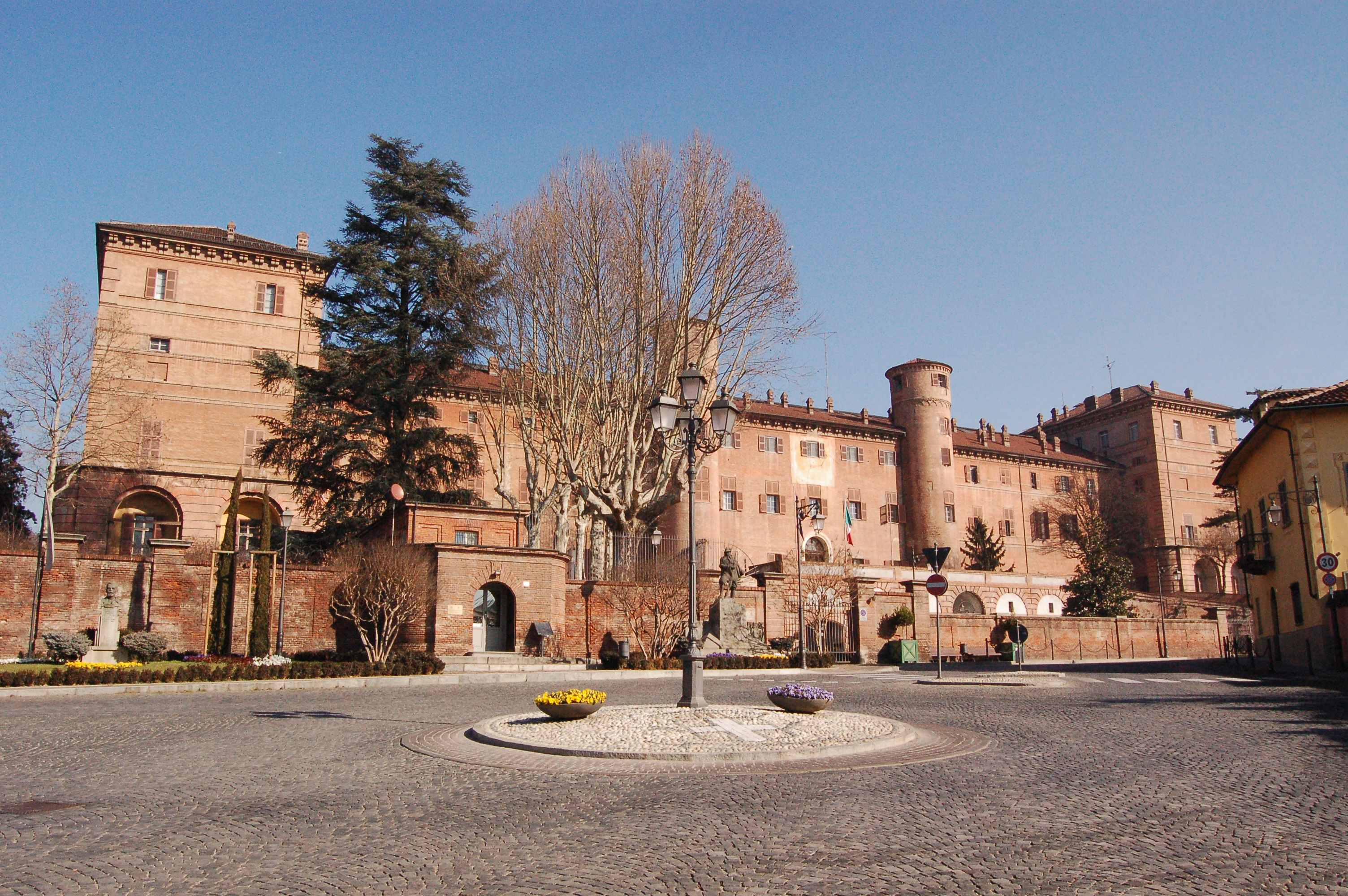
몬칼리에리 성

세계문화유산으로 등재된 사보이 저택 중 한 곳인 몬칼리에리 성이 있다. 1919년에는 명문 있는 카라비니에리 학교가 들어섰다.
성 근처에 있는 피아자 비토리오 에마누엘레 2세의 내리막 광장은 과거에 몬칼리에리 활동의 주요 중심지였다. 자갈길은 1825년에 지어졌으며, 상단 부분에는 넵튠(Il Saturnio) 조각 분수가 있다. 넵튠 분수는 미적인 이유와 실용적인 이유로 여러 차례 앞뒤로 옮겨졌다. 이 광장과 귀족 후손을 위한 명문 학교인 레알 콜레조 카를로 알베르토(Real Collegio Carlo Alberto)를 연결하는 작은 통로가 있다. 오늘날, 콜레조 카를로 알베르토는 산 파올로 대학과 토리노 대학의 공동 사업으로 운영되고 있으며, 이 대학의 사명은 법학, 경제, 금융, 정치학 분야의 연구와 교육을 육성하는 것이다.

## 문화
몬칼리에리의 수호성인은 베아토 베르나르도이다. 그에게 헌신한 날(7월 12일)을 전후하여, 베르나르도가 1458년 바덴바덴에서 몬칼리에리에 도착한 사건을 역사적으로 재구성하는 행사가 열린다.